# (15968) Waltercugno
(15968) Waltercugno est un astéroïde de la ceinture principale.

## Description
(15968) Waltercugno est un astéroïde de la ceinture principale. Il fut découvert le 27 février 1998 à Cima Ekar par Maura Tombelli et Claudio Casacci. Il présente une orbite caractérisée par un demi-grand axe de 3,22 UA, une excentricité de 0,13 et une inclinaison de 1,0° par rapport à l'écliptique.

## Compléments